# Saccolabiopsis rectifolia
Saccolabiopsis rectifolia är en orkidéart som först beskrevs av Alick William Dockrill, och fick sitt nu gällande namn av Leslie Andrew Garay. Saccolabiopsis rectifolia ingår i släktet Saccolabiopsis och familjen orkidéer. Inga underarter finns listade i Catalogue of Life.